# Bjørn Kristensen
Bjørn Kristensen (født 10. oktober 1963 i Malling) er en dansk tidligere fodboldspiller og tidligere kommunalpolitiker i Aarhus Kommune for partiet Venstre.

## Biografi
Bjørn Kristensen kom efter at have spillet nogle år i Horsens fS til AGF, hvor han fik sit gennembrud som en stærk og kompromisløs forsvarsspiller. I en af AGFs bedste sæsoner var han blandt andet med til at spille i Europa Cup for pokalvindere i 1988, og han scorede tre gange i de to første runder, hvor AGF mødte britiske hold. I tredje runde trak de FC Barcelona, og her gik det galt, men AGF med Kristensen i midterforsvaret holdt storholdet nede på et samlet 0-1 nederlag.
Han spillede 20 A-landskampe for Danmarks og scorede 2 mål og var blandt andet med til EM i 1988, hvor han spillede den sidste kamp mod Italien. Han fik med sine internationale præstationer en kontrakt med Newcastle United i 1988. Her spillede han til 1993 78 kampe og scorede fire mål, inden han blev solgt videre til Portsmouth FC. Han sluttede sin aktive karriere med nogle år i AaB og det daværende Aarhus Fremad, som han var med til at spille op i Superligaen.
I 2001 blev Bjørn Kristensen ansat som salgschef i AGF, og her blev han til 2004. Han blev ved kommunalvalget i 2005 valgt til byrådet i Aarhus Kommune, hvor han sad fra januar 2006 til april 2007, hvormed han nåede at være i byrådet i femten måneder.